# Peter Gennaro
Peter Gennaro, né le 23 novembre 1919 à Metairie (Louisiane) et mort le 28 septembre 2000 à New York, est un danseur et chorégraphe américain. Il a collaboré avec Jerome Robbins à la comédie musicale West Side Story en 1957 à Broadway.